# 시스구

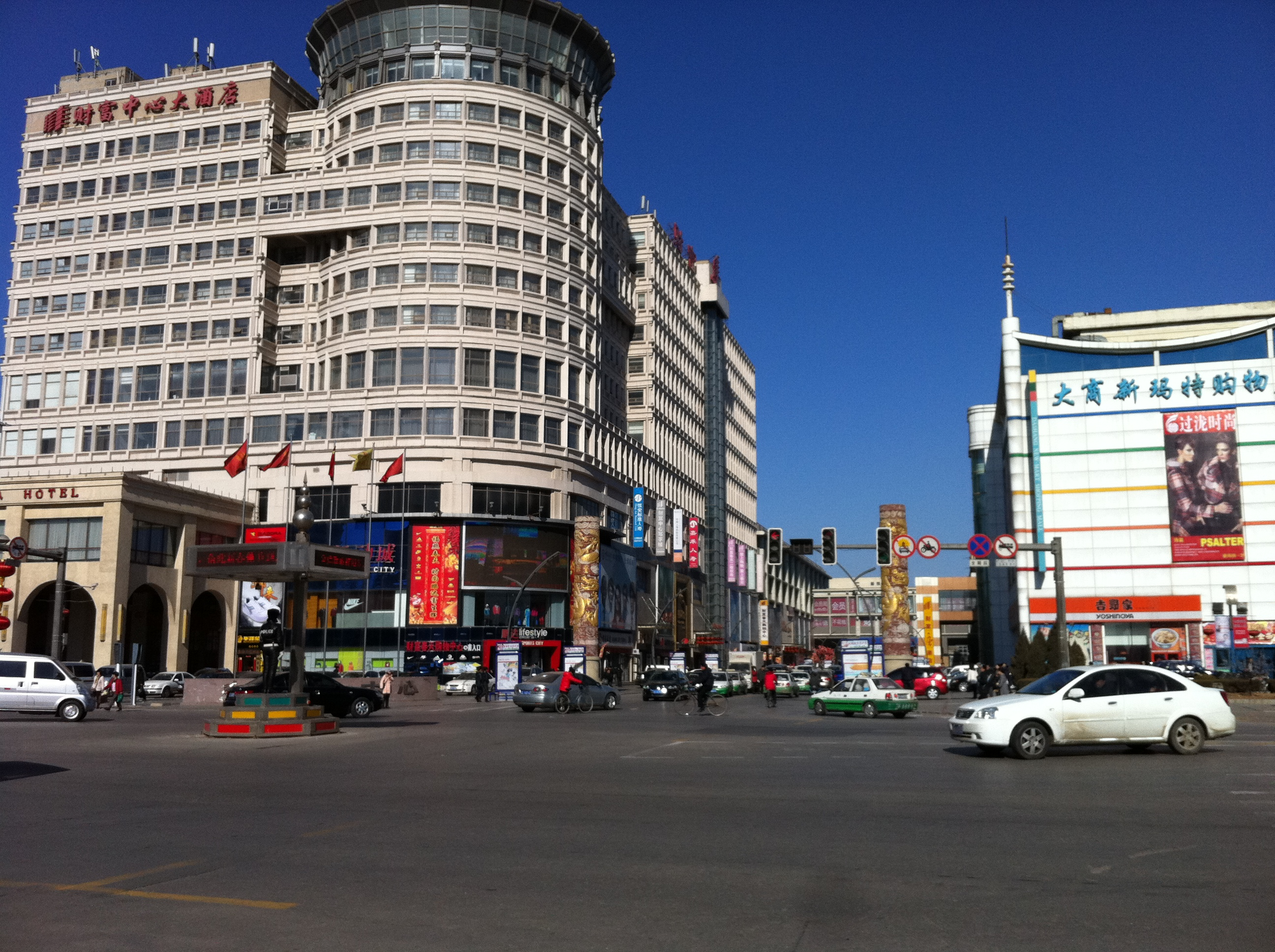

시스구(한국어: 서시구, 중국어: 西市区, 병음: Xīshì Qū)는 중화인민공화국 랴오닝성 잉커우 시의 행정구역이다. 넓이는 20km2이고, 인구는 2007년 기준으로 160,000명이다.

## 행정 구역
7개 가도를 관할한다.
- 가도: 五台子街道 渔市街道 得胜街道 清华街道 河北街道 胜利街道 西市场街道.